# ライオン・キング (2019年のサウンドトラック)
2019年のウォルト・ディズニー・ピクチャーズの映画『ライオン・キング』は1994年の同名のアニメ映画をフォトリアリスティック・コンピュータアニメーションでリメイクした作品であり、そのサウンドトラックには新たなキャストにより歌われたエルトン・ジョンとティム・ライスによるオリジナル版の楽曲の他、ビヨンセによる新曲とジョンとライスによるエンドクレジット曲「ネバー・トゥー・レイト」、そしてオリジナル版の作曲家であるハンス・ジマーによる劇伴が収録された。ビヨンセはこの他に多数のアーティストによる新曲が収録されたキュレ－テッド・サウンドトラック『ライオン・キング: ザ・ギフト』を製作した。サウンドトラックは2019年7月11日にデジタル盤、同年7月19日にCD盤が発売された。

## 背景
2016年9月28日、ディズニーの『ライオン・キング』のリメイク版の監督にジョン・ファヴローが就任し、またオリジナル版の楽曲を手がけたエルトン・ジョンとティム・ライスも参加することが発表された。2017年11月1オリジナル版の音楽を作曲し、またファヴローの『アイアンマン』でも一部手がけていたハンス・ジマーが再び参加することが発表された。ジマーは当初リメイク版への復帰に消極的であり、「改良することで物事が台無しにならないように非常に懸命に働いていた」と主張していたが、コンサートでオリジナル版を演奏した後にリメイク版で作曲することに同意した。彼は「この新しいバージョンでの自分の居場所が唐突に理解できた。大きな実験を試みて、私のバンドとオーケストラを使い、アフリカに戻り、レボとコーラス団と世界中の素晴らしいミュージシャン達と一緒に働き、これを実際に『パフォーマンス』するんだ」と語った。
2017年11月28日、エルトン・ジョンが引退前にオリジナル版から楽曲を作り直すプロジェクトの契約を交わしたことが報じられた。その翌日、ビヨンセがジョンのサウンドトラック再制作に協力することが報じられた。2018年2月18日、オリジナル版の4曲: 「サークル・オブ・ライフ」、「王様になるのが待ちきれない」、「ハクナ・マタタ」、「愛を感じて」が今作でも使用され、「愛を感じて」はビヨンセ、ドナルド・グローヴァー、セス・ローゲン、ビリー・アイクナーが歌うことが報じられた。2019年2月3日、「準備をしておけ」も同様に再使用されることが報じられた。ファヴローは「新しい曲を作ろうとするのではなく、古い曲について皆が記憶していて、愛されているものの上に築く」という体験を「本当に楽しくてフォーマティヴだ」と評した。リメイク版の劇伴と楽曲はブロードウェイ版の音楽の影響を受けており、ファヴローは「（ジマーとジョンは）音楽のルーツが（ブロードウェイ劇で）なんであるかを実際に（探索）した」と感じた。
2018年2月9日、ジョンは彼とティム・ライスとビヨンセがエンドクレジット用の新曲を書くことを明かした。しかしながらジョンとビヨンセのコラボレーションは完成せず、公式サウンドトラックにも収録されなかった。ジョンとライスはエンドクレジット用の新曲「ネバー・トゥー・レイト」を作成し、ジョンが歌った。
ビヨンセが歌う新曲「スピリット」は彼女とイリア･サルマンザデ、ラビリンスが作曲し、当初がこちらがエンドクレジットで使われる予定であったが、後にファヴローはこの曲が映画本編で使われることを明かした。ファヴローはビヨンセが「ハンス・ジマーの一部であるレボ・Mとの働きに合わせて作品の精神で（曲を）書いた」と述べ、「新しい曲が有機的に新しい作品の一部であると感じられるように彼女と一緒に仕事をさせてくれたのは彼らにとって良かったことだ」と感じた。ジマーはその後、自分が「スピリット」を映画本編で使うことを決めたと語った。「スピリット」は2019年7月10日にシングルとして発売された。
映画ではまたトーケンズの「ライオンは寝ている」をローゲンとアイクナーがカバーしたものが使われている。さらに『リズム・オブ・ザ・プライドランド』とブロードウェイ版の「ヒー・リブズ・イン・ユー」も使われた。ファレル・ウィリアムスはサウンドトラックのうち5曲でプロデューサーを務めた。ジマーの劇伴と多数の既存楽曲、そして新曲を収録したサウンドトラック盤は2019年7月11日にデジタル配信、7月19日に物理メディアの発売が始まった。

## トラックリスト
| 全作曲: ハンス・ジマー（スコア）; エルトン・ジョン&ティム・ライス（歌曲）。 | |           |                                                                                     |                                                                            |       |
| #                                                                           | タイトル | 作詞      | 作曲・編曲                                                                          | パフォーマー                                                               | 時間  |
| 1.                                                                          | 「サークル・オブ・ライフ/ナー・イゴンニャマ」                                                                                   |           | ハンス・ジマー （スコア）; エルトン・ジョン & ティム・ライス （歌曲） [ 14 ] [ 19 ] | ブラウン・リンディウェ・ムキゼ、レボ・M                                    | 4:01  |
| 2.                                                                          | 「この世は不公平」 |           | ハンス・ジマー （スコア）; エルトン・ジョン & ティム・ライス （歌曲） [ 14 ] [ 20 ] |                                                                            | 1:43  |
| 3.                                                                          | 「ラフィキのホタル」 |           | ハンス・ジマー （スコア）; エルトン・ジョン & ティム・ライス （歌曲） [ 14 ] [ 21 ] |                                                                            | 1:52  |
| 4.                                                                          | 「王様になるのが待ちきれない」                                                                                                  |           | ハンス・ジマー （スコア）; エルトン・ジョン & ティム・ライス （歌曲） [ 14 ] [ 22 ] | JD・マクラリー、シャハディ・ライト・ジョセフ、ジョン・オリバー             | 3:22  |
| 5.                                                                          | 「象の墓場」 |           | ハンス・ジマー （スコア）; エルトン・ジョン & ティム・ライス （歌曲） [ 14 ] [ 23 ] |                                                                            | 6:38  |
| 6.                                                                          | 「準備をしておけ」(2019) |           | ハンス・ジマー （スコア）; エルトン・ジョン & ティム・ライス （歌曲） [ 14 ] [ 24 ] | キウェテル・イジョフォー                                                   | 2:03  |
| 7.                                                                          | 「ヌーの暴走」 |           | ハンス・ジマー （スコア）; エルトン・ジョン & ティム・ライス （歌曲） [ 14 ] [ 25 ] |                                                                            | 7:46  |
| 8.                                                                          | 「スカーが王に」 |           | ハンス・ジマー （スコア）; エルトン・ジョン & ティム・ライス （歌曲） [ 14 ] [ 26 ] |                                                                            | 2:50  |
| 9.                                                                          | 「ハクナ・マタタ」 |           | ハンス・ジマー （スコア）; エルトン・ジョン & ティム・ライス （歌曲） [ 14 ] [ 27 ] | ビリー・アイクナー、セス・ローゲン、JD・マクラリー、ドナルド・グローヴァー | 4:11  |
| 10.                                                                         | 「シンバが生きている!」 |           | ハンス・ジマー （スコア）; エルトン・ジョン & ティム・ライス （歌曲） [ 14 ] [ 28 ] |                                                                            | 3:38  |
| 11.                                                                         | 「ライオンは寝ている」(written by ルイージ・クレイトアー、ヒューゴ・ペレッティ、ジョージ・デヴィッド・ワイス、ソロモン・リンダ) |           | ハンス・ジマー （スコア）; エルトン・ジョン & ティム・ライス （歌曲） [ 14 ] [ 29 ] | ビリー・アイクナー、セス・ローゲン                                         | 1:24  |
| 12.                                                                         | 「愛を感じて」 |           | ハンス・ジマー （スコア）; エルトン・ジョン & ティム・ライス （歌曲） [ 14 ] [ 30 ] | ビヨンセ、ドナルド・グローヴァー、ビリー・アイクナー、セス・ローゲン       | 3:02  |
| 13.                                                                         | 「ムファサの面影」 |           | ハンス・ジマー （スコア）; エルトン・ジョン & ティム・ライス （歌曲） [ 14 ] [ 31 ] |                                                                            | 5:09  |
| 14.                                                                         | 「スピリット」(written by エルトン・ジョン、ティム・ライス、イリア･サルマンザデ、ラビリンス、ビヨンセ)                          |           | ハンス・ジマー （スコア）; エルトン・ジョン & ティム・ライス （歌曲） [ 14 ] [ 32 ] | ビヨンセ                                                                   | 4:33  |
| 15.                                                                         | 「プライドロックの戦い」 |           | ハンス・ジマー （スコア）; エルトン・ジョン & ティム・ライス （歌曲） [ 14 ] [ 33 ] |                                                                            | 11:01 |
| 16.                                                                         | 「忘れるな」 |           | ハンス・ジマー （スコア）; エルトン・ジョン & ティム・ライス （歌曲） [ 14 ] [ 34 ] | アンサンブル feat. レボ・M                                                 | 3:09  |
| 17.                                                                         | 「ネバー・トゥー・レイト」 |           | ハンス・ジマー （スコア）; エルトン・ジョン & ティム・ライス （歌曲） [ 14 ] [ 35 ] | エルトン・ジョン                                                           | 4:09  |
| 18.                                                                         | 「ヒー・リブズ・イン・ユー」(written by マーク・マンシーナ、ジェイ・リフキン、レボ・M)                                          |           | ハンス・ジマー （スコア）; エルトン・ジョン & ティム・ライス （歌曲） [ 14 ] [ 36 ] | レボ・M                                                                    | 5:05  |
| 19.                                                                         | 「ムブーベ」(written by リンダ)                                                                                                 |           | ハンス・ジマー （スコア）; エルトン・ジョン & ティム・ライス （歌曲） [ 14 ] [ 37 ] | レボ・M                                                                    | 1:56  |
| 合計時間:                                                                   | 合計時間: | 合計時間: | 77:32                                                                               |                                                                            |       |

| #  | タイトル                                      | 作詞 | 作曲・編曲 | パフォーマー                               | 時間 |
| -- | --------------------------------------------- | ---- | ---------- | ------------------------------------------ | ---- |
| 1. | 「サークル・オブ・ライフ/ナー・イゴンニャマ」 |      |            | 菅井美和、レボ・M                          | 4:01 |
| 2. | 「王様になるのが待ちきれない」                |      |            | 小林星蘭、根本泰彦                         | 3:23 |
| 3. | 「準備をしておけ」                            |      |            | 江口洋介                                   | 2:03 |
| 4. | 「ハクナ・マタタ」                            |      |            | 亜生（ミキ）、佐藤二朗、賀来賢人           | 4:11 |
| 5. | 「ライオンは寝ている」                        |      |            | 亜生（ミキ）、佐藤二朗                     | 1:24 |
| 6. | 「愛を感じて」(2019)                          |      |            | 門山葉子、賀来賢人、亜生（ミキ）、佐藤二朗 | 3:02 |
| 7. | 「思い出せ」                                  |      |            |                                            | 3:09 |
| 8. | 「サークル・オブ・ライフ」                    |      |            | RIRI                                       | 2:56 |

| #         | タイトル                       | 作詞      | 作曲・編曲 | パフォーマー                                                   | 時間  |
| --------- | ------------------------------ | --------- | ---------- | -------------------------------------------------------------- | ----- |
| 1.        | 「サークル・オブ・ライフ」     |           |            | 菅井美和                                                       | 4:01  |
| 2.        | 「この世は不公平」             |           |            |                                                                | 1:43  |
| 3.        | 「ラフィキのホタル」           |           |            |                                                                | 1:52  |
| 4.        | 「王様になるのが待ちきれない」 |           |            | JD・マクラリー、シャハディ・ライト・ジョセフ、ジョン・オリバー | 3:22  |
| 5.        | 「象の墓場」                   |           |            |                                                                | 6:38  |
| 6.        | 「準備をしておけ」(2019)       |           |            | 江口洋介                                                       | 2:03  |
| 7.        | 「ヌーの暴走」                 |           |            |                                                                | 7:46  |
| 8.        | 「スカーが王に」               |           |            |                                                                | 2:50  |
| 9.        | 「ハクナ・マタタ」             |           |            | 亜生（ミキ）、佐藤二朗、賀来賢人                               | 4:11  |
| 10.       | 「シンバが生きている!」        |           |            |                                                                | 3:38  |
| 11.       | 「ライオンは寝ている」         |           |            | 亜生（ミキ）、佐藤二朗                                         | 1:24  |
| 12.       | 「愛を感じて」                 |           |            | 門山葉子、賀来賢人、亜生（ミキ）、佐藤二朗                     | 3:02  |
| 13.       | 「ムファサの面影」             |           |            |                                                                | 5:09  |
| 14.       | 「スピリット」                 |           |            | ビヨンセ                                                       | 4:33  |
| 15.       | 「プライドロックの戦い」       |           |            |                                                                | 11:01 |
| 16.       | 「思い出せ」                   |           |            |                                                                | 3:09  |
| 17.       | 「ネバー・トゥー・レイト」     |           |            | エルトン・ジョン                                               | 4:09  |
| 18.       | 「ヒー・リブズ・イン・ユー」   |           |            | レボ・M                                                        | 5:05  |
| 19.       | 「ムブーベ」                   |           |            | レボ・M                                                        | 1:56  |
| 合計時間: | 合計時間:                      | 合計時間: | 77:32      |                                                                |       |

## チャート
| チャート (2019)              | 最高 順位 |
| ---------------------------- | --------- |
| Australian Albums (ARIA)     | 3         |
| オーストリア (Ö3 Austria)    | 15        |
| ベルギー (Ultratop Flanders) | 7         |
| ベルギー (Ultratop Wallonia) | 32        |
| カナダ (Billboard)           | 18        |
| オランダ (MegaCharts)        | 10        |
| French Albums (SNEP)         | 38        |
| ドイツ (Offizielle Top 100)  | 32        |
| New Zealand Albums (RMNZ)    | 5         |
| ノルウェー (VG-lista)        | 28        |
| ポーランド (ZPAV)            | 22        |
| South Korean Albums (ガオン) | 12        |
| Spanish Albums (PROMUSICAE)  | 27        |
| スイス (Schweizer Hitparade) | 16        |
| US Billboard 200             | 13        |